# زوم (نرم‌افزار)
زوم میتینگز یا به‌طور خلاصه، زوم، (Zoom Meetings یا Zoom) یک برنامه نرم‌افزاری انجام ویدئو کنفرانس از راه دور است که توسط شرکت ارتباطات تصویری زوم، طراحی و توسعه یافته‌است. استفادهٔ رایگان از این برنامه، برای حداکثر ۱۰۰ شرکت‌کنندهٔ همزمان، به‌مدت ۴۰ دقیقه قابل انجام است. کاربران می‌توانند با خرید اشتراک، تا حداکثر ۱۰۰۰ شرکت‌کننده همزمان و برای حداکثر ۳۰ ساعت، از برنامه استفاده کنند.
در طول دنیاگیری کووید-۱۹، استفاده از زوم برای دورکاری، آموزش از راه دور و ارتباط تصویری اجتماعی آنلاین افزایش زیادی یافت. این افزایش باعث شد که زوم با ۴۷۷ میلیون بار دانلود، پنجمین برنامه دانلود شدهٔ تلفن‌های همراه در سراسر جهان در سال ۲۰۲۰ باشد.

## امکانات

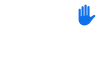
نماد دست بلند شده زوم.

زوم با سیستم‌های عامل مایکروسافت ویندوز، مک‌اواس، آی‌اواس، اندروید، کروم اواس و لینوکس سازگار است. به دلیل رابط کاربری سادهٔ این برنامه، کاربران نیازی به تخصصی ویژه برای استفاده از برنامه ندارند. امکانات این برنامه شامل جلسات یک به یک، ویدئو کنفرانس‌های گروهی، اشتراک‌گذاری صفحات، افزونه‌ها و امکان ضبط جلسات و رونویسی خودکار آن‌ها می‌باشد. در برخی از رایانه‌ها و سیستم‌های عامل، کاربران قادر به انتخاب پس‌زمینه مجازی هستند که می‌توان آن‌ها را از سایت‌های مختلف بارگیری کرد تا به عنوان پس‌زمینه، پشت سر خود استفاده کنند.
با این نرم‌افزار می‌توان ۴۹ نفر را همزمان روی صفحه رایانه رومیزی یا لپ‌تاپ، تا ۴ نفر را در هر صفحه در تلفن‌های همراه آیفون و اندروید و تبلت‌ها و حداکثر ۱۶ نفر را در هر صفحه در آی‌پد مشاهده کرد. کاربرانی که از گوگل کروم یا فایرفاکس در رایانه‌های شخصی استفاده می‌کنند، نیازی به دانلود برنامه ندارند. آن‌ها می‌توانند روی لینک موردنظر کلیک کرده و از طریق مرورگر به کنفرانس بپیوندند. کاربران اندروید و آی‌اواس اما جهت استفاده، باید نرم‌افزار را در تبلت و تلفن‌های همراه خود، بارگیری کنند.